# گرافوفکا
گرافوفکا (انگلیسی: Grafovka) یک شهرک در بخش کراسنویاروژسکی استان بلگورود کشور روسیه است.